# Assemblea Nacional Catalana
Assemblea Nacional Catalana (česky doslova Katalánské národní shromáždění, zkráceně ANC) je organizace, která v Katalánsku prosazuje nezávislost autonomního společenství na Španělsku a následné sjednocení všech zemí, kde žijí Katalánci, do jednoho celku (tj. včetně Valencie a Baleárských ostrovů). Jejím současným předsedou je Jordi Sànchez i Picanyol. V roce 2015 měla organizace dle svých statistik přes 80 000 členů, z nichž bylo 40 132 platících členů a okolo dalších 40 tisíc dobrovolníků.

## Historie

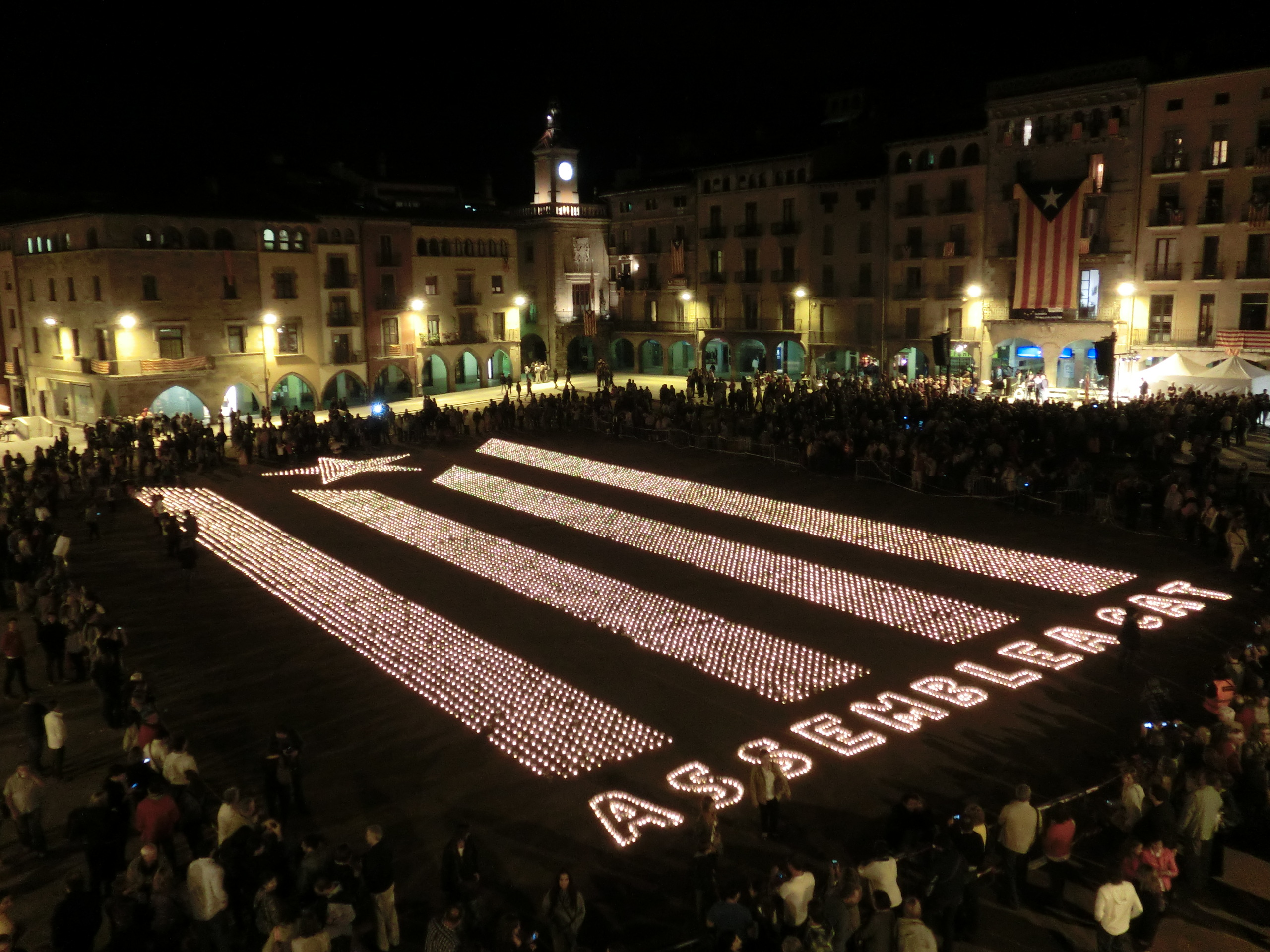
Svíčky ve tvaru katalánské vlajky s názvem organizace.

ANC vznikla v roce 2011 a v následujících dvou letech, kdy získala myšlenka nezávislosti Katalánska na stále větší oblibě, získala nemalý počet členů. V dubnu 2012 byla předsedkyní organizace zvolena Carme Forcadell, současná předsedkyně katalánského parlamentu. V roce 2015 ji ve funkci vystřídal Jordi Sànchez i Picanyol.
V roce 2017 organizace propagovala referendum o nezávislosti pod slogany Ahoj Evropo! a Ahoj Republiko! Za podporu referenda byl předseda organizace obviněn španělskými státními zástupci z pobuřování a zrady.
Organizace pořádá různé demonstrace na podporu nezávislosti Katalánska, např. na den 11. září, který je pro Katalánce svátkem připomenutí ztráty samostatnosti. Většinu svých prostředků dává organizace na různé reklamní kampaně propagující nezávislost regionu.